# Hachimaki

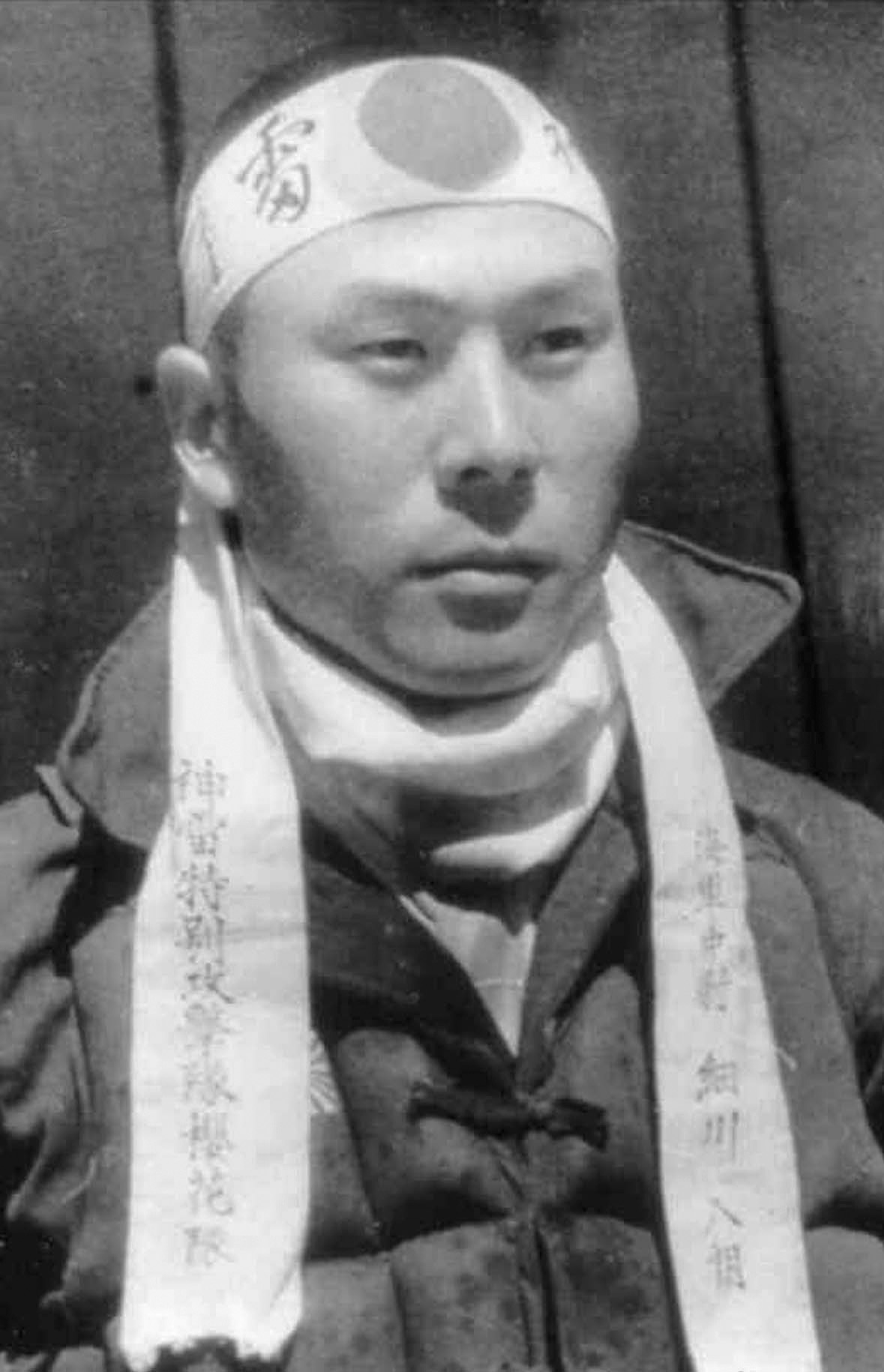
Un kamikaze con l'hachimaki

Lo hachimaki (鉢巻?) è una fascia di tessuto tradizionalmente indossata in Giappone, cingendosi la fronte, come simbolo di impegno e perseveranza, in occasioni particolari. È quasi sempre di cotone, di dimensioni variabili, e può essere decorata con motivi o motti in ideogrammi. La maggior parte degli hachimaki sono di colore rosso o bianco, ma la versione più conosciuta è quella con lo hi no maru, il simbolo del "sol levante" presente sulla bandiera giapponese.
Il valore dello hachimaki può essere assimilato al gesto del "rimboccarsi le maniche" in Occidente. Anche nel linguaggio corrente la frase: "Indosso l'hachimaki (Hachimaki o shimeru)" equivale al nostro Rimbocchiamoci le maniche!
Proprio come simbolo d'impegno - o affinché infonda maggior impegno e coraggio - viene indossato ad esempio dagli studenti delle scuole di preparazione juku, dalle donne partorienti, dagli impiegati nei momenti di crisi, dai manifestanti durante gli scioperi o le sommosse; il suo uso è diffuso anche nel mondo dello sport, tra i tifosi, durante le feste scintoiste o tra i suonatori di taiko, il tamburo tradizionale giapponese. Il campione giapponese di alimentazione agonistica Takeru Kobayashi ha sempre indossato uno hachimaki durante le sue gare.
Tra i motti più diffusi vi sono "Numero uno" (一番 ichiban), "Giappone" (日本 nippon) e poi ancora "Vittoria sicura" (必勝 hisshō), "promozione" (合格 gōkaku) o "Spirito combattivo" (闘魂 tōkon).
L'origine storica dello hachimaki è incerta; una teoria li ricollega a quelle indossate dai primi asceti religiosi, mentre un'altra teoria afferma che derivino da bandane simili che un tempo venivano indossate dai samurai per tenere l'elmo saldamente sulla testa, per asciugare il sudore e per non far andare i capelli sugli occhi.